# Sara Pichelli
Sara Pichelli (Porto Sant'Elpidio, 15 d'abril de 1983) és una artista de còmics italiana principalment coneguda per haver il·lustrat per primera vegada a Miles Morales a Ultimate Spider-Man. Després de començar la seva carrera en animació, Pichelli va entrar a la indústria del còmic treballant per a IDW Publishing abans d'incorporar-se a Marvel Comics el 2008 després de ser descoberta en una recerca internacional de talents. Després d'haver treballat en diversos títols de Marvel, com Namora, Pichelli va ser contractat com a artista principal del segon volum d' Ultimate Comics: Spider-Man, que es va estrenar el setembre del 2011. Pichelli va guanyar el premi Eagle 2011 a l'artista nouvinguda favorita.

## Carrera

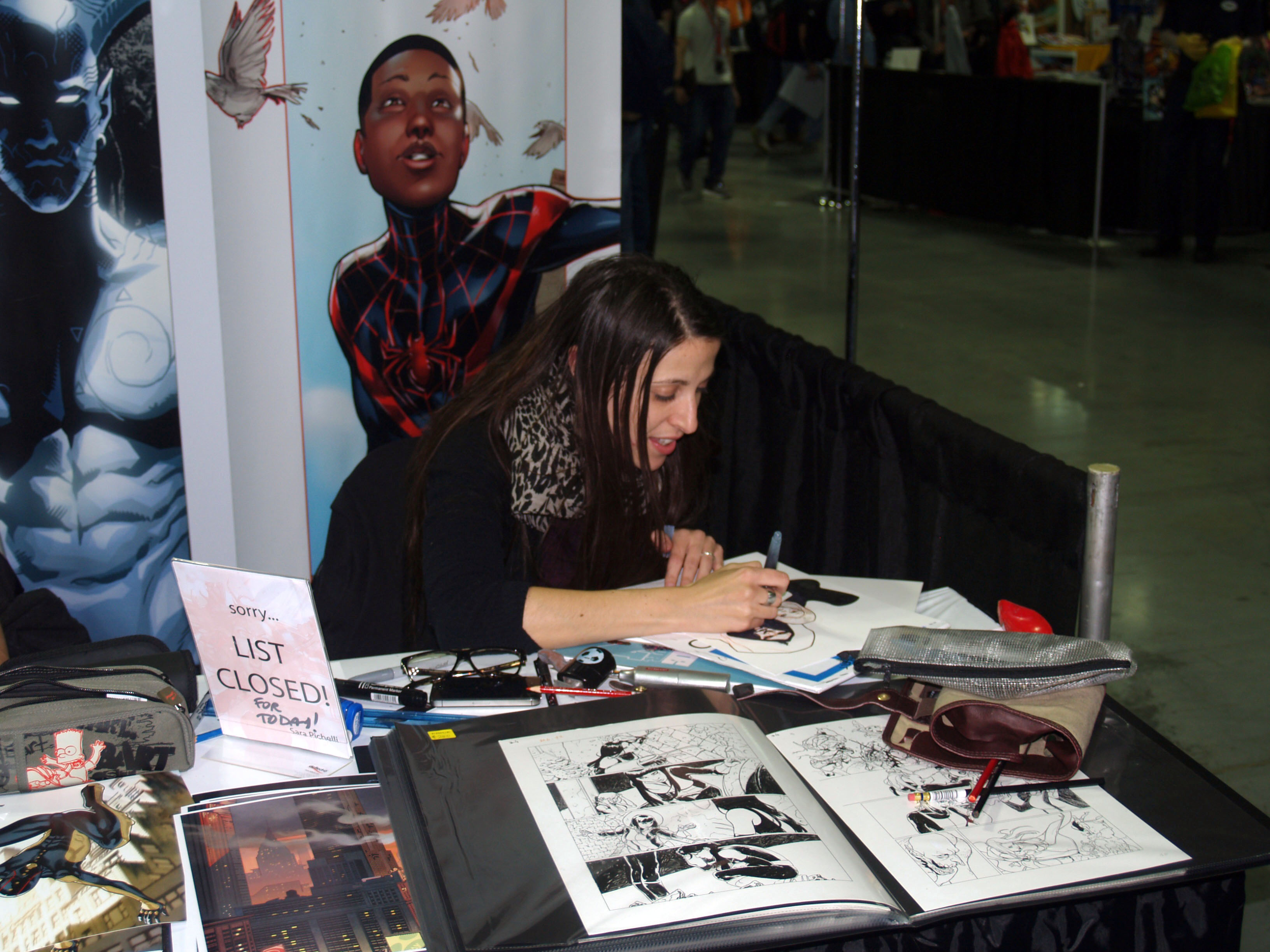
Esbós de Pichelli a la Comic Con de Nova York

Pichelli va començar la seva carrera en animació, treballant com a artista de guions, animadora i dissenyadora de personatges. Ella va dir sobre aquest treball: "No era realment per a mi. Em sentia com un petit engranatge en una màquina". Va començar a treballar a la indústria del còmic després de conèixer l'artista de còmics David Messina. Abans d'això, no estava particularment interessada en els còmics i preferia les pel·lícules d'animació i l'anime. Va treballar com a assistent de disseny per a Messina i va treballar en títols com la sèrie de còmics Star Trek produïda per IDW Publishing, incloent edicions com Star Trek: Countdown i Star Trek: Nero. El 2008 va presentar el seu treball a la recerca internacional de talents de Chesterquest i va ser nomenada una de les finalistes pel director en cap de Marvel Comics C. B. Cebulski, cosa que la va portar a treballar per a Marvel. Il·lustra per a Marvel des de la seva casa a Roma.
Pichelli va començar a treballar per a Marvel Comics el 2008 amb la sèrie limitada NYX: No Way Home, seguida d'una breu publicació a Runaways amb l'escriptora Kathryn Immonen el 2009. Va tornar a treballar amb Immonen a la sèrie limitada X-Men: Pixie Strikes Back, publicada a partir de desembre del 2009, que es va centrar en el personatge dels X-Men Pixie. Pichelli va proporcionar art per a una història de la sèrie d'antologia I Am An Avenger, que es va estendre del 2010 al 2011, després es va unir a l'equip que treballava a Ultimate Comics: Spider-Man a partir del número 15 d'octubre de 2010. Un cop finalitzada aquesta sèrie, Pichelli va contribuir a la sèrie limitada del 2011 Ultimate Fallout, on va il·lustrar la primera imatge del Spider-Man encarnat per Miles Morales a l'univers Ultimate Marvel. Pichelli va assumir tasques artístiques regulars en el llançament de Ultimate Comics: Spider-Man amb Morales com a protagonista, a partir del setembre del 2011.
L'agost de 2018, Pichelli i l'escriptor Dan Slott van encarregar-se d'una nova sèrie de Fantastic Four.

## Tècnica i materials
Pichelli utilitza una tauleta gràfica Cintiq 12wx . Quan va il·lustrar Ultimate Comics: Spider-Man, va afegir més trama a les seves il·lustracions per donar el que ella anomenava "un sentiment més 'pop' al llibre", ja que creia que seria més adequat per a aquesta sèrie.
En crear l'aspecte visual dels personatges, Pichelli s'acosta al disseny reflexionant sobre les personalitats del personatge, inclosos els antecedents que poden haver-los influït, i els trets distintius que exhibeixen els personatges, com ara la roba que porten, el seu llenguatge corporal i expressions. Va seguir aquest enfocament en crear Miles Morales.

## Recepció
Pichelli va guanyar el premi Eagle de 2011 a l'artista nouvingut favorit, sobre els companys nominats Rafael Albuquerque, Fiona Staples, Sean Murphy i Bryan Lee O'Malley. L'editor sènior de Marvel Comics, Mark Paniccia, va dir de Pichelli: "Cada vegada que veig pàgines noves de Sara, continua creixent com a artista. Ara és increïble i no puc imaginar-me on estarà d'aquí un any". L'editor de Marvel Comics, Tom Brevoort, la va anomenar "un autèntic talent innovador" i "un gran talent preparat per explotar d'una manera important". David Brothers, de ComicsAlliance, va elogiar la seva atenció als detalls i va dir que li agrada especialment la forma en què Pichelli dibuixa els cabells, les expressions facials i el llenguatge corporal: "Els dos primers afegeixen molt a l'ambient dels còmics que dibuixa i el tercer porta la seva narració fins a un altre nivell". L'escriptor d'IGN, Jesse Schedeen, va dir que l'art de Pichelli a Ultimate Fallout era prou enèrgic, cinematogràfic i prou extravagant per oferir un canvi de ritme respecte a la resta d'històries d' Ultimate Fallout.